# Zeno Saltini
Padre Zeno Saltini (Carpi, 30 agosto 1900 – Grosseto, 15 janeiro 1981) foi um sacerdote italiano, fundador da comunidade Nomadelfia.
Inspirado pela Igreja Apostólica retratada nos Actos dos Apóstolos, padre Zeno resolve fundar após quase 20 séculos uma comunidade cristã autêntica onde todos viviam como irmãos, sem  classes sociais, ausência de dinheiro e de qualquer propriedade privada à luz da doutrina evangélica, formando uma única família. 
Os princípíos norteadores que regiam a comunidade são:
1. Atos 2.42 - E perseveravam na doutrina dos apóstolos, e na comunhão, e no partir do pão, e nas orações.
2. Atos 2.44 - Todos os que criam estavam juntos e tinham tudo em comum.
3. Atos 2.45 - Vendiam suas propriedades e fazendas e repartiam com todos, segundo cada um tinha necessidade.
4. Atos 2.46 - perseverando unânimes todos os dias no templo e partindo o pão em casa, comiam juntos com alegria e singeleza de coração,
5. Atos 2.47 - louvando a Deus e caindo na graça de todo o povo. E todos os dias acrescentava o Senhor a igreja aqueles que se haviam de salvar.

## Obras
- Tra le zolle (1940)
- I due regni (1941)
- Alle radici (1944)
- Ai cari confratelli (1944)
- Lacrime (1944)
- La rivoluzione sociale di Gesù Cristo (1946)
- Dopo venti secoli (1951)
- Non siamo d'accordo (1953)
- Sete di giustizia (1956)
- Lettere di una vita (postumo), (1998)

## Legado
A comunidade Nomadelfia, inspirada nos principíos evangélicos, foi a uma tentativa bem sucedida de se viver, em sua radicalidade, o cristianismo autêntico em uma comunidade de leigos após o fim da era apostólica. Movimentos posteriores, como a Teologia da libertação, com suas comunidades eclesiais de base, encontraram inspiração na obra do Padre Zeno. Em 1981, o Papa João Paulo II elogiou Dom Zeno Santini por sua iniciativa de colocar em prática o Cristianismo, provando que a utopia evangélica  pode ser concretizada e vivida em sua radicalidade através da fé e do amor.

## Bibliografía
- Gianni Ciceri e Edmea Gazzi, Zeno, un'intervista, una vita, Libreria Editrice Fiorentina (1986)
- Domenico Campana, Zeno di Nomadelfia: un profeta scomodo, Edizioni paoline, Milano (1991)
- Fausto Marinetti, L'eresia dell'amore. Conversazioni con don Zeno (2000)
- Fausto Marinetti, Don Zeno, obbedientissimo ribelle (2006)
- Beppe Lopetrone, Don Zeno 100 anni, Nomadelfia Edizioni (2000)
- Norina Galavotti, Mamma a Nomadelfia - autobiografia di una madre di 74 figli - San Paolo Edizioni
- Beatrice Matano, Vita di Nomadelfia - Armando Editore
- Giuseppe Belotti, La comunità familiare di Nomadelfia - Università Salesiana LAS Roma
- Vittoria Fabretti,  Zeno di Nomadelfia - Ediz. Messaggero - Padova
- Remo Rinaldi, Don Zeno, Turoldo, Nomadelfia: era semplicemente vangelo - Ediz. Dehoniane Bologna
- Remo Rinaldi, Storia di Don Zeno e Nomadelfia,  voll. 1-2 - Nomadelfia Edizioni
- Mario Sgarbossa, Don Zeno... e poi venne il sogno - Città Nuova Edizioni
- Gabriella Bogliaccini Robero, Nomadelfia: una comunità educante - Libreria Editrice Fiorentina
- Antonio Saltini, Don Zeno: il sovversivo di Dio, Il Fiorino, Modena (2003)

## Filmografía
- 2008 - Don Zeno - L'uomo di Nomadelfia - Rai Uno

## Conexões externas
- Don Zeno Saltini - Il prete ribelle